# Engelram VI van Coucy
Engelram VI van Coucy (Frans: Enguerrand VI de Coucy) (circa 1313 - 1346) was van 1335 tot aan zijn dood heer van Coucy. Hij behoorde tot het huis Gent.

## Levensloop
Engelram VI was de zoon van heer Willem van Coucy en diens echtgenote Isabella van Châtillon, dochter van graaf Gwijde IV van Saint-Pol. In 1335 volgde hij zijn vader op als heer van Coucy, Marle, La Fère, Oisy en Havrincourt.
Op vraag van koning Filips VI van Frankrijk huwde Engelram in november 1338 met Catharina (1320-1349), dochter van hertog Leopold I van Oostenrijk. Dit huwelijk kaderde in de alliantiepolitiek van Filips VI, die in de in 1337 uitgebroken Honderdjarige Oorlog tegen Engeland bondgenoten zocht onder de Duitse vorsten. 
In 1339 belegerden de Engelsen onder Sir John Chandos de burcht van Oisy, die echter door Engelrams troepen succesvol verdedigd werd. Het jaar nadien verdedigde hij met de Franse koninklijke troepen succesvol de stad Doornik. In 1346 nam hij deel aan de veldtocht van hertog Jan van Normandië in Guyenne. Hetzelfde jaar viel hij in de strijd, vermoedelijk in de schermutselingen voor of tijdens de Slag bij Crécy zelf. Hij werd bijgezet in het klooster van Ourscamp en als graaf van Coucy opgevolgd door zijn minderjarige zoon Engelram VII.
Engelram VI was de zoon van heer Willem van Coucy en diens echtgenote Isabella van Châtillon, dochter van graaf Gwijde IV van Saint-Pol. In 1335 volgde hij zijn vader op als heer van Coucy, Marle, La Fère, Oisy en Havrincourt.

## Nakomelingen
Engelram VI en zijn echtgenote Catharina kregen volgende kinderen:
- Engelram VII (1340-1397), heer van Coucy en graaf van Soissons
- Johanna, huwde rond 1365 met Karel van Châtillon, kamerheer van koning Karel VI van Frankrijk